# Neumarkt (Zuid-Tirol)
Neumarkt (Italiaans: Egna) is een gemeente in de Italiaanse provincie Zuid-Tirol (regio Trentino-Zuid-Tirol). Neumarkt behoort tot het Südtiroler Unterland en telt 4561 inwoners (31-12-2004). De oppervlakte bedraagt 23,7 km², de bevolkingsdichtheid is 192 inwoners per km².

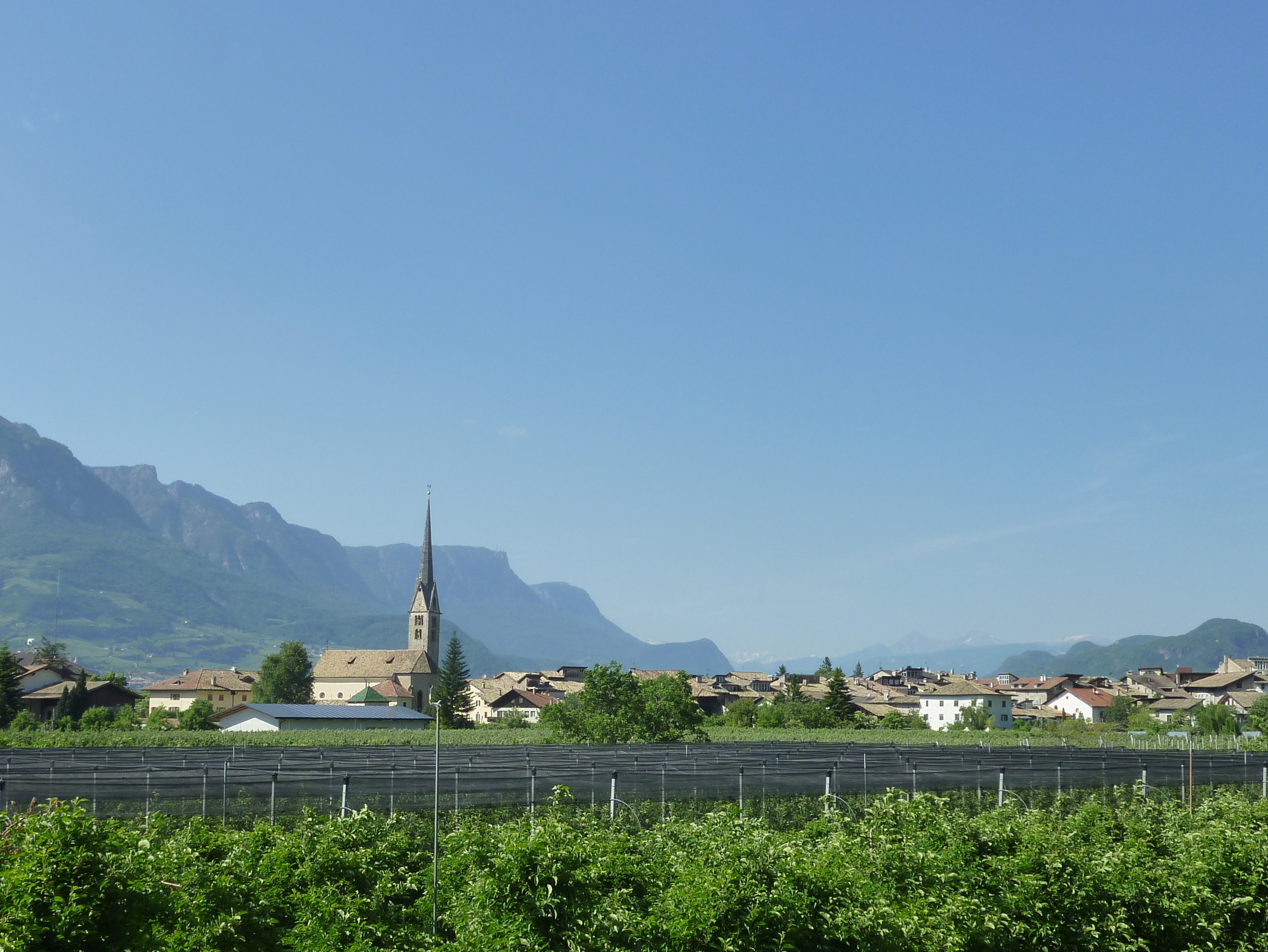
Neumarkt
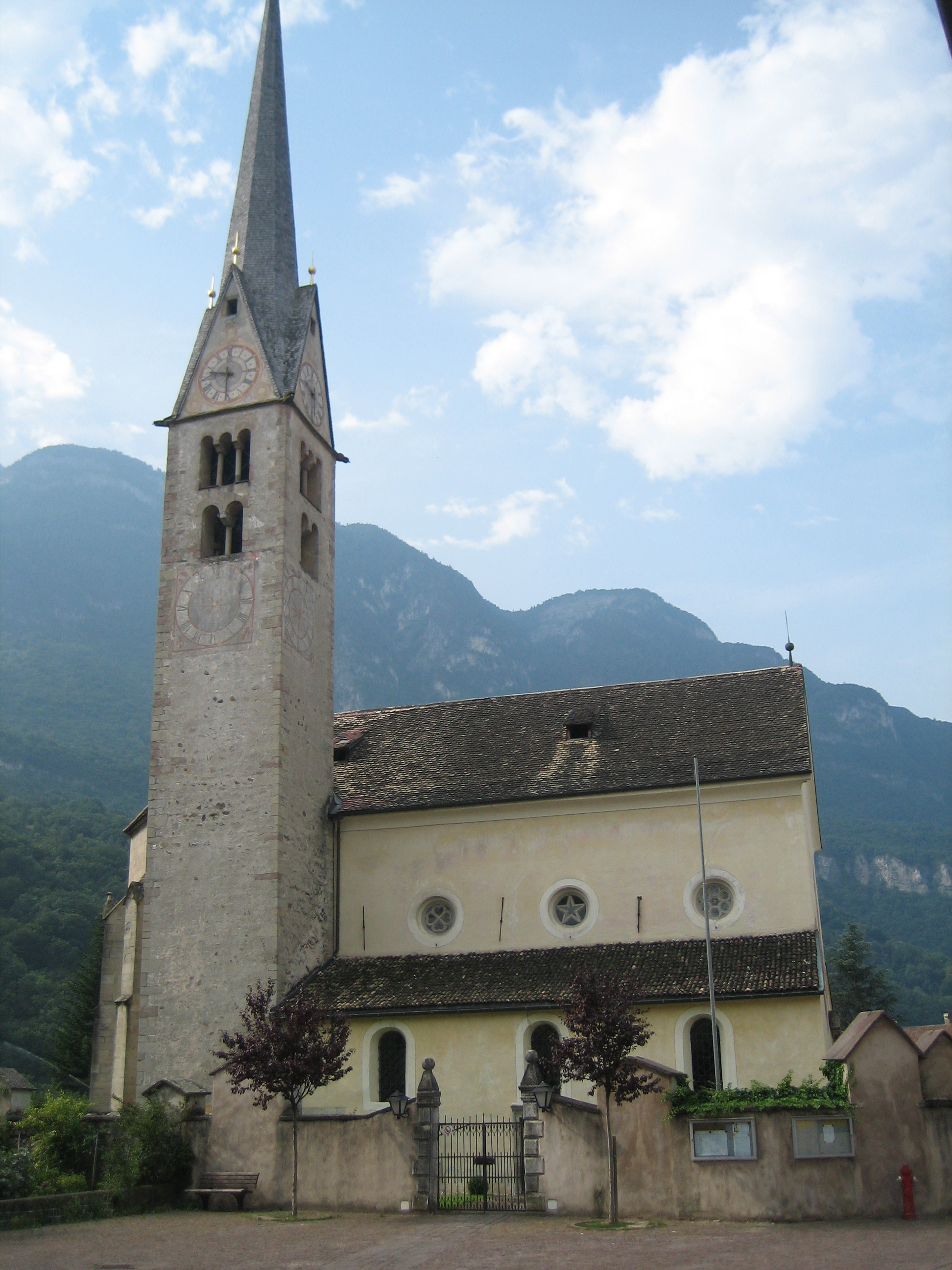
Kerk in Neumarkt
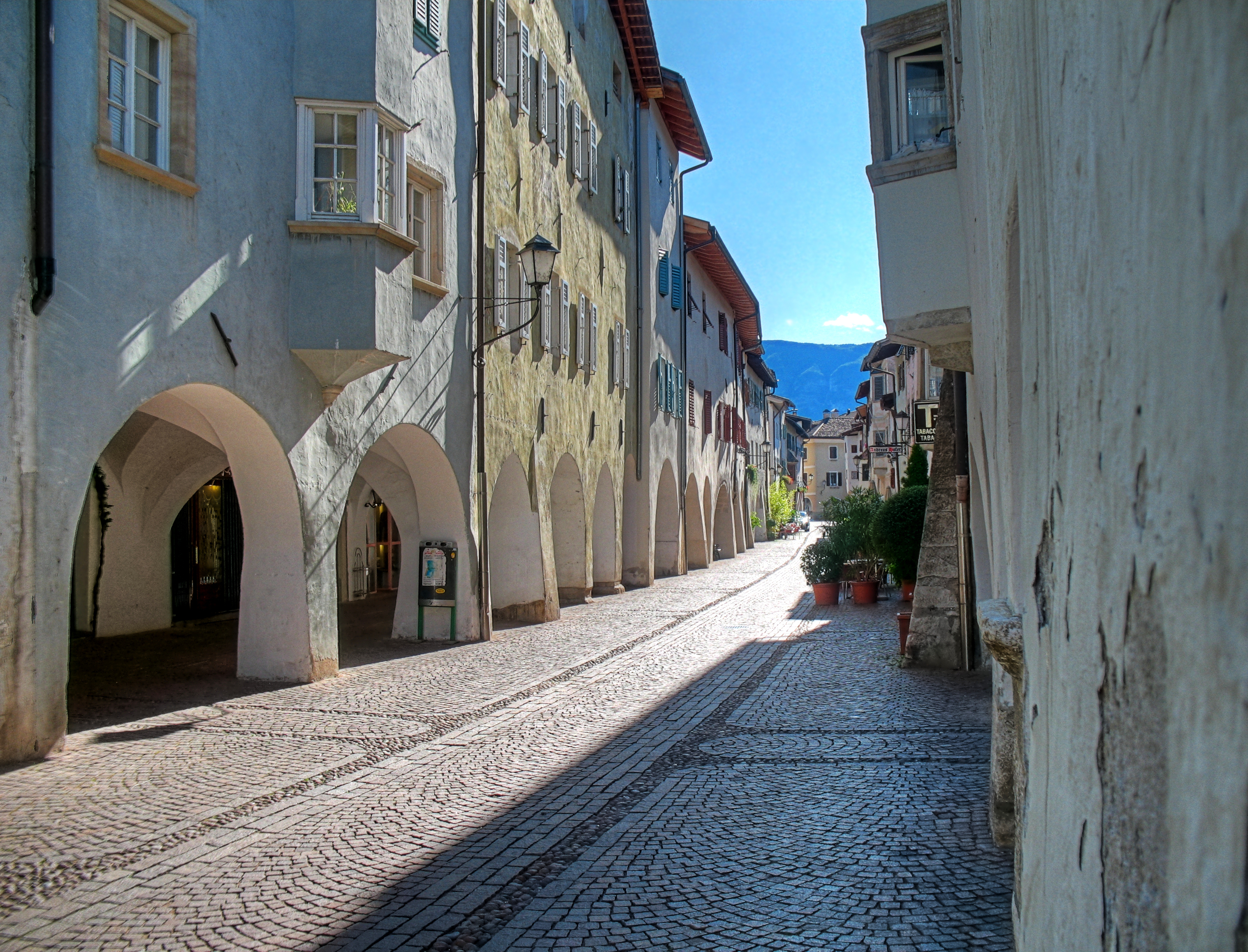
Straat in Neumarkt

## Geografie
De gemeente ligt op ongeveer 213 m boven zeeniveau.
Neumarkt grenst aan de volgende gemeenten: Kaltern an der Weinstraße, Kurtatsch an der Weinstraße, Kurtinig an der Weinstraße, Margreid an der Weinstraße, Montan, Salurn, Tramin an der Weinstraße.
De volgende Fraktionen maken deel uit van de gemeente:
- Laag (Laghetti)
- Mazon (Mazzon)
- Obervill (Villa)
- Vill (Villa)